# Karlskrona rådhus

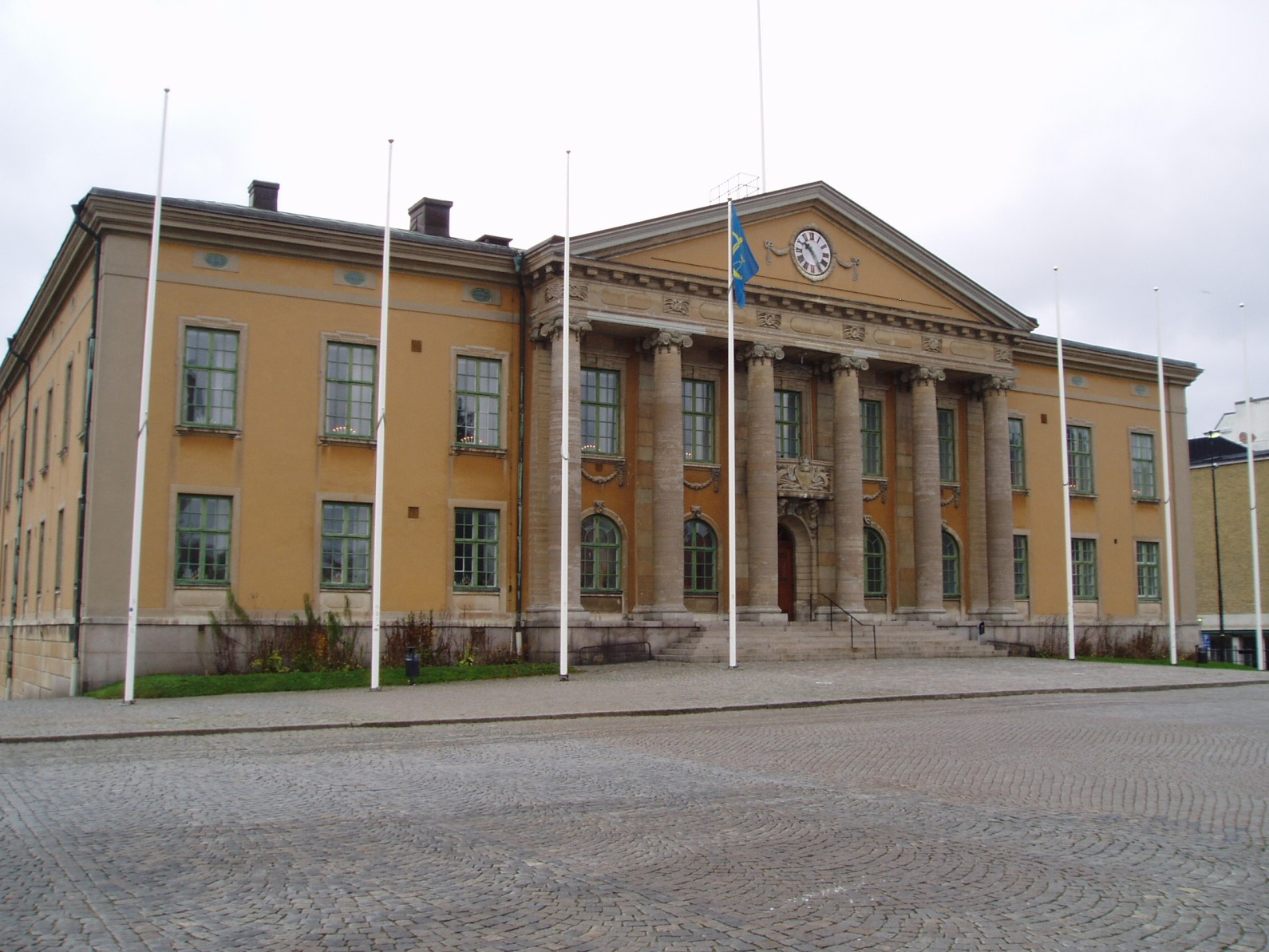
Karlskrona rådhus.

Karlskrona rådhus är en av de monumentala byggnader som inramar Stortorget i centrala Karlskrona. Byggnaden är säte för Blekinge tingsrätt.
Planer för ett rådhus fanns redan i samband med stadens grundande och i den ursprungliga stadsplanen från 1683. Först efter stadsbranden 1790 påbörjades uppförandet. Arkitekt var Carl Fredrik Fredenheim. Vid om- och tillbyggnader 1905 och 1915 enligt Gustaf Adolf Lindbergs ritningar tillkom portiken mot torget.